# Michałów (Wola Branicka)
Michałów – część wsi Wola Branicka w Polsce, położona w województwie łódzkim, w powiecie zgierskim, w gminie Zgierz. Wchodzi w skład sołectwa Wola Branicka.
W latach 1975–1998 Michałów administracyjnie należał do ówczesnego województwa łódzkiego.